# Seregno Foot-Ball Club 1970-1971
Questa voce raccoglie le informazioni riguardanti il Seregno Foot-Ball Club nelle competizioni ufficiali della stagione 1970-1971.

## Rosa
| N. |                   | Ruolo | Calciatore             |
| -- | ----------------- | ----- | ---------------------- |
|    | Italia (bandiera) | C     | Gian Angelo Arienti    |
|    | Italia (bandiera) | A     | Arturo Ballabio        |
|    | Italia (bandiera) | P     | Giancarlo Battistini   |
|    | Italia (bandiera) | D     | Angelo Bonomini        |
|    | Italia (bandiera) | C     | Luigi Cappelletti      |
|    | Italia (bandiera) | C     | Claudio Colzani        |
|    | Italia (bandiera) | D     | Roberto Dorini         |
|    | Italia (bandiera) | A     | Giovanni Carlo Ferrari |
|    | Italia (bandiera) | D     | Gianbattista Ferrerio  |
|    | Italia (bandiera) | D     | Franco Lievore         |

| N. |                   | Ruolo | Calciatore         |
| -- | ----------------- | ----- | ------------------ |
|    | Italia (bandiera) | A     | Luciano Livieri    |
|    | Italia (bandiera) | P     | Poerio Mascella    |
|    | Italia (bandiera) | A     | Giuseppe Mazzoleri |
|    | Italia (bandiera) | C     | Valerio Pavesi     |
|    | Italia (bandiera) | C     | Giampietro Pozzoli |
|    | Italia (bandiera) | D     | Luciano Rizzi      |
|    | Italia (bandiera) | D     | Roberto Santi      |
|    | Italia (bandiera) | A     | Aldo Silva         |
|    | Italia (bandiera) | P     | Carlo Spreafico    |
|    | Italia (bandiera) |       | Zardoni            |